# U-137 (1940)
U-137 — малая немецкая подводная лодка типа II-D для прибрежных вод, времён Второй мировой войны. Заводской номер 266.
Введена в строй 15 января 1940 года, вошла в состав 1-й флотилии, использовалась и как учебная, и как боевая. С 20 декабря 1940 года была приписана к 22-й флотилии в качестве учебной лодки. Совершила 4 боевых похода, потопила 6 судов (24 136 брт) и повредила одно судно (4 917 брт), повредила один боевой корабль — вспомогательный крейсер HMS Cheshire (F18) 10 552 брт.